# Viscomacula aenea
Viscomacula aenea är en svampart som beskrevs av R. Sprague 1951. Viscomacula aenea ingår i släktet Viscomacula, divisionen sporsäcksvampar och riket svampar.   Inga underarter finns listade i Catalogue of Life.